# Гюссефельд
Гюссефельд (нем. Güssefeld) — община в Германии, в земле Саксония-Анхальт.
Входит в состав района Зальцведель. Подчиняется управлению Арендзее-Кальбе.  Население составляет 185 человек (на 31 декабря 2006 года). Занимает площадь 11,11 км².